# Košice (kraj południowoczeski)
Košice – wieś i gmina w Czechach, w powiecie Tabor, w kraju południowoczeskim. Według danych z dnia 1 stycznia 2013 liczyła 768 mieszkańców.